# William Friedkin

William Friedkin (Chicago, 29. kolovoza 1935. – Bel Air, Los Angeles, 7. kolovoza 2023.) bio je američki filmski i televizijski redatelj, producent i scenarist, najpoznatiji po režiji filmova Egzorcist i Francuska veza početkom sedamdesetih.

## Karijera
Nakon što je kao dječak pogledao film Građanin Kane, Friedkin je postao fasciniran filmovima i počeo raditi na televiziji WGN odmah nakon srednje škole. Redateljsku karijeru je započeo režirajući televizijske emisije uživo i dokumentarce. 1965. se preselio u Hollywood, a dvije godine kasnije objavio svoj prvi dugometražni film, Dobra vremena, sa Sonnyjem i Cher u glavnim ulogama. Slijedilo je nekoliko art filmova (kao što je gay film The Boys in the Band), iako Friedkin nije želio ostati poznat kao art house redatelj.
Godine 1971. objavljena je njegova Francuska veza i odmah zaradila pohvale. Sniman na dokumentaristički način, nekarakteristično za Hollywood, film je osvojio nekoliko Oscara, uključujući one za najboljeg redatelja i najbolji film.
Slijedio je Egzorcist iz 1973., temeljen na popularnom romanu Wiliama Petera Blattyja, koji je unio revoluciju u žanr horora, a neki ga kritičari smatraju najboljim horor filmom svih vremena. Egzorcist je bio nominiran za deset Oscara, uključujući najbolji film i najboljeg redatelja.
Nakon uspjeha s ova dva filma, Friedkin je, zajedno s Francisom Fordom Coppolom i  Peterom Bogdanovichem, proglašen jednim od najboljih holivudskih redatelja. Na žalost, Friedkinovi kasniji filmovi nisu postigli takav uspjeh. Sorcerer, američki remake filma Nadnica za strah s Royom Scheiderom, zasjenio je veliki kino-hit, Ratovi zvijezda, koji je objavljen negdje u isto vrijeme.
Tijekom osamdesetih i devedesetih, Friedkinovi su filmovi dobivali osrednje recenzije, a tako su i prolazili u kinima.
Godine 2000. u kinima je objavljena produžena verzija Egzorcista, a samo u Americi je zaradila 40 milijuna dolara.

## Osobni život
Friedkin je imao dva sina: Jacka (s glumicom Lesley-Anne Down) i Cedrica, čija je majka  australska plesačica Jennifer Naim-Smith. Ženio se četiri puta, uključujući kratki brak s francuskom glumicom Jeanne Moreau. Trenutno je u braku s bivšom filmskom direktoricom Sherry Lansing.

## Filmografija
- 1967. Dobra vremena
- 1968. Rođendanska proslava
- 1968. The Night They Raided Minsky's
- 1970. The Boys in the Band
- 1971. Francuska veza
- 1973. Egzorcist
- 1977. Sorcerer
- 1978. Brinkov posao
- 1980. Noćno kruženje
- 1983. Posao stoljeća
- 1985. Živjeti i umrijeti u L.A.-u
- 1988. Mahnitost
- 1990. Čuvar
- 1994. Blue Chips
- 1995. Ljubavna ucjena
- 2000. Ratna pravila
- 2003. Lovina
- 2007. Kukci

## Vanjske poveznice
- William Friedkin u internetskoj bazi filmova IMDb-u (engl.)
- Friedkinova službena stranica  Arhivirana inačica izvorne stranice od 5. srpnja 2007. (Wayback Machine)
- Watching Under the Influence: To Live and Die in L.A.  Arhivirana inačica izvorne stranice od 12. veljače 2009. (Wayback Machine) essay at 24 Lies A Second
- "From 'Popeye' Doyle to Puccini: William Friedkin" NPR's Robert Siegel interviews Friedkin
- EXCL: Bug Director William Friedkin   Arhivirana inačica izvorne stranice od 1. listopada 2012. (Wayback Machine)
- The Reeler interview with Friedkin  Arhivirana inačica izvorne stranice od 2. travnja 2015. (Wayback Machine)